# Mitták Ferenc
Mitták Ferenc (Gyón, 1949. október 11. –) magyar történész, pedagógus.

## Életpályája
Szülei: Mitták Sándor és Balog Rozália. 1968-ban érettségizett a Táncsics Mihály Gimnáziumban. 1968-1973 között a József Attila Tudományegyetem Bölcsészettudományi Karának történelem-latin, majd történelem-régészet szakán tanult. 1973-1975 között a Dabasi Nagyközségi Tanács művelődésügyi főelőadója és a nagyközség évkönyvének szerkesztője volt. 1974-1975 között a Gyóni Géza Baráti Társaság titkára volt. 1975-től 10 évig Százhalombattán közművelődési, majd tanulmányi felügyelő volt. 1976-1990 között a Tudományos Ismeretterjesztő Társulat Pest megyei szervezetének történelem szakosztályának elnökségi tagja volt. 1977-től 10 éven át óraadó középiskolai pedagógusként dolgozott. 1978-1981 között az ELTE BTK népművelés szakos hallgatója volt. 1985-1986 között általános iskolai igazgató-helyettes volt. 1986-1990 között művelődési osztályvezető-helyettesként dolgozott. 1988-1990 között az Államigazgatási Főiskola diákja volt. 1990 óta a Polgármesteri Hivatal irodavezetője.

## Magánélete
1974-ben házasságot kötött Bögre Ágnessel. Két fiuk született; Mitták Zoltán (1978) és Mitták Péter (1981).

## Művei
- Makó városának és nyugati határának településtörténete a neolitikumtól a középkorig (1973)
- Dabas Nagyközség évkönyve (1973)
- Hadvezérek, hősök, katonák a magyar történelemben (1998)
- A közigazgatás és személyi állomány változásai Százhalombattán 1945-1995 között (1998)
- Történelmi pillanatok (1998)
- Híres nők a magyar történelemben (1999)
- 1000 év - 100 híres történelmi személy (2000)
- "Fényesebb a láncnál a kard..." (2000)
- 1000 év krónikája (2001)
- Magyar történelmi események napról napra (2001)
- Morzsák (válogatott írások és versek, 2002)
- Pirkadat. Kossuth Lajos Alsódabason 1840-ben (forgatókönyv, 2002)
- "Haj, hős Rákóczi népe..." (Mitták Zoltánnal, 2003)
- Ötezer év, ezer híres történelmi személy (Mitták Péterrel, 2004)
- Várostromok a magyar történelemből (2005)
- Várostromok a világtörténelemből (2007)
- Képes magyar história (2008)
- Az utolsó bátéi táltos, Rákóczi fája Dabason és más regék, mondák, történetek; Pressman, Dabas, 2009
- Terek, utcák névadói Százhalombattán; Százhalombatta Város Önkormányzata, Százhalombatta, 2012
- Nyíló ablakok. A Dabasi Gimnázium diákja voltam. Diáknapló 1964-1968-ból; Pressman, Dabas, 2014

## Díjai, kitüntetései
- Kiváló munkáért (miniszteri, 1988)
- Kiemelkedő munkáért (városi, 1988, 1999)
- Dabas díszpolgára (2006)